# Spedizione di Jackson
La spedizione di Jackson fu un episodio conclusivo della campagna di Vicksburg della guerra di secessione americana e venne organizzata dal maggiore generale William Tecumseh Sherman per eliminare dall'area attorno a Vicksburg le rimanenti truppe confederate.

## Contesto
Nel maggio 1863, durante la campagna di Vicksburg, l'Armata del Tennessee del comandante nordista Ulysses S. Grant occupò Jackson, capitale dello Stato del Mississippi, ma poco dopo la evacuò per proseguire la sua avanzata verso Vicksburg.
Durante l'assedio di Vicksburg il comandante confederato Joseph Eggleston Johnston raccolse delle truppe a Jackson per cercare di venire in soccorso agli uomini di John Clifford Pemberton, assediati a Vicksburg.
Grant ordinò dunque a Sherman di impedire a Johnston di raggiungere Pemberton.

## La spedizione
Il 5 luglio 1863, il giorno dopo la resa di Vicksburg, Sherman mosse contro le forze di Johnston. Johnston si ritirò verso Champion Hill e poi lungo il Big Black River fino a tornare a Jackson.

## L'assedio di Jackson
Il 10 luglio l'esercito nordista prese posizione attorno a Jackson e il giorno seguente attaccò la città. Dopo violenti combattimenti, il 16 luglio Johnston decise di evacuare la città che venne occupata da Sherman.